# Shahrestān-e Pīshvā
Shahrestān-e Pīshvā (persiska: شهرستان پيشوا, پيشوا) är en delprovins (shahrestan) i Iran.   Den ligger i provinsen Teheran, i den centrala delen av landet, 50 km sydost om huvudstaden Teheran.
Delprovinsen hade 86 601 invånare 2016.